# Abdul Aziz al-Khathran
Abdul Aziz Mohammed al-Khathran, né le 31 juillet 1973 à La Mecque, est un footballeur saoudien. Il joue au poste de défenseur avec l'équipe d'Arabie saoudite et le club de Al Wahda La Mecque. Il mesure 1,69 m.

## Carrière

### En club
- 1994-2002 : Al Shabab Riyad -  Arabie saoudite
- 2003-2009 : Al Hilal Riyad -  Arabie saoudite
- 2009- : Al Wahda La Mecque -  Arabie saoudite

### En équipe nationale
Al-Khathran participe à la coupe du monde 2006 avec l'équipe d'Arabie saoudite.
21 sélections entre 2002 et 2006.